# إعلام هولندا

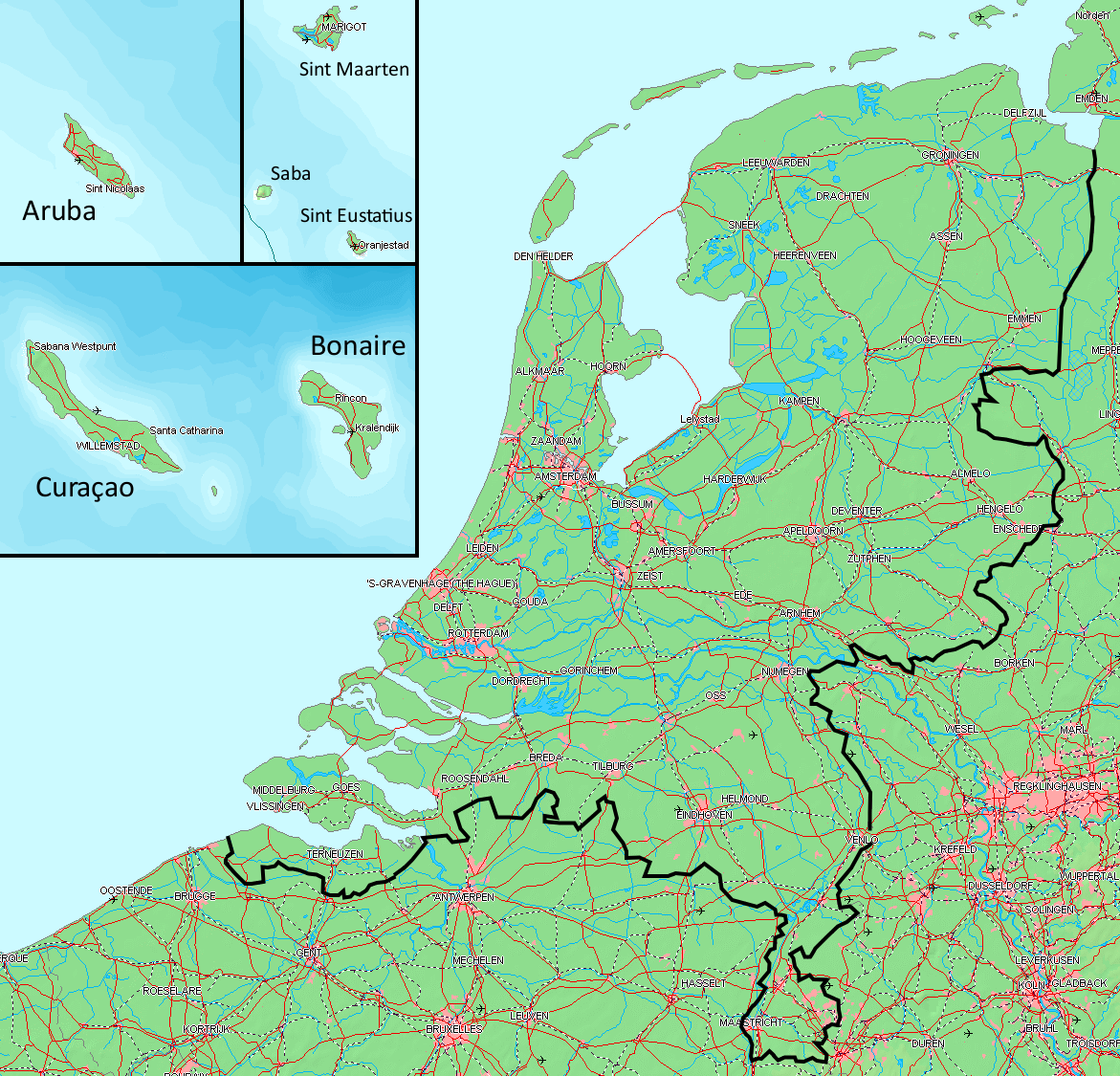

## الصحافة
توجد في هولندا حوالي 45 صحيفة يومية، وتعد صحيفة "التلغراف" من أكبر الصحف في البلاد، حيث تُصدر في أمستردام وتُباع في جميع أنحاء هولندا.

## الإذاعة والتلفزيون
تملك الحكومة وتدير شبكات الإذاعة والتلفزيون في هولندا. ومع ذلك، تقوم ثماني شركات إذاعية بإعداد معظم برامج هذه الشبكات، حيث تمثل هذه الشركات الجماعات السياسية والدينية والثقافية. كل عائلة هولندية تمتلك جهازًا أو أكثر من أجهزة المذياع والتلفزيون. كما تقوم الحكومة بتشغيل خدمات البريد والهاتف والبرق.

## التطورات الحديثة في الإعلام
شهدت وسائل الإعلام في هولندا تغيرات كبيرة في العقدين الماضيين. فبينما كانت الصحافة المطبوعة تُعد الأكثر تأثيرًا في السابق، أصبحت وسائل الإعلام الرقمية، مثل الإنترنت ووسائل التواصل الاجتماعي، هي الأكثر استخدامًا الآن. بالرغم من تراجع قراءة الصحف المطبوعة، إلا أن الصحافة في هولندا ما زالت تحظى بشعبية نسبية، حيث تراجع عدد الصحف المطبوعة، وتضاعف الاعتماد على المنصات الرقمية. كما أن تزايد الاعتماد على منصات مثل فيسبوك ونتفليكس يعكس تحولًا في استهلاك المحتوى الإعلامي، مما يؤثر بشكل ملحوظ على السوق الإعلامي والإعلانات في البلاد.